# XX Camelopardalis
XX Camelopardalis är en eruptiv variabel av RCB-typ (RCB) i stjärnbilden Giraffen. 
Stjärnan har magnitud +8,09 och når i förmörkelsefasen +9,8. 